# Epacanthaclisis moiwana
Epacanthaclisis moiwana là một loài côn trùng trong họ Myrmeleontidae thuộc bộ Neuroptera. Loài này được Okamoto miêu tả năm 1905.